# Sepp Rieder

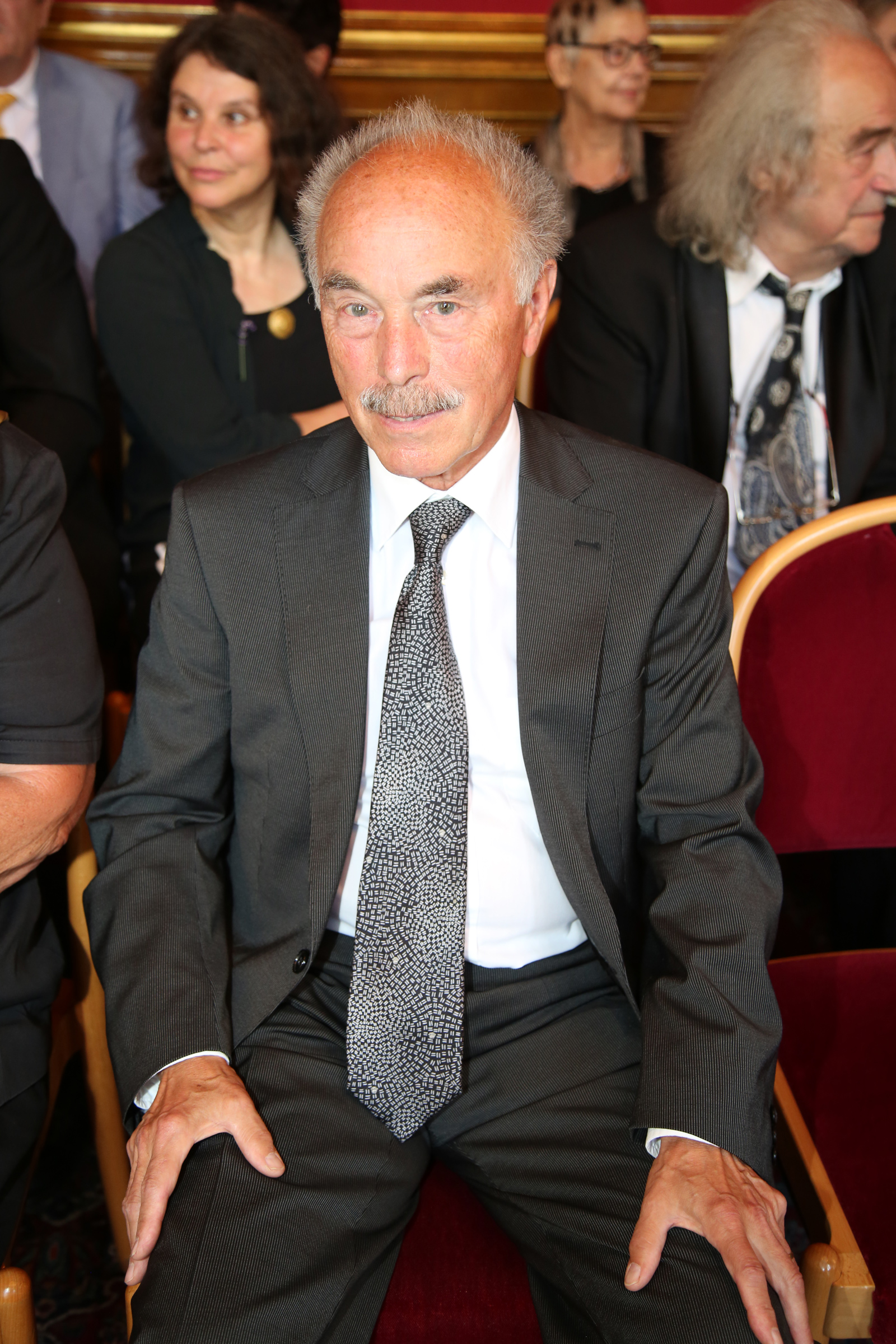
Sepp Rieder (2015)

Josef Rieder, bekannt als Sepp Rieder (* 25. Dezember 1939 in Wien), ist ein ehemaliger österreichischer Politiker (SPÖ). Er war von 1989 bis 2007 als Amtsführender Stadtrat bzw. Vizebürgermeister Mitglied von sechs Wiener Stadtsenaten bzw. Landesregierungen und ist seit 2. Oktober 2007 Ehrenbürger von Wien.

## Leben

### Ausbildung und Beruf
Nach dem Besuch der Volksschule und des Bundesgymnasiums (Matura 1957) studierte Sepp Rieder von 1957 bis 1961 Rechtswissenschaften an der Universität Wien (Promotion 1961) und war daraufhin von 1962 bis 1965 Richteranwärter. 1965 wurde er zum Bezirksrichter ernannt und dem Justizministerium zugeteilt. In seiner letzten Funktion, die er dort ausfüllte – er war Leiter der Abteilungen für Straflegislative und Öffentlichkeitsarbeit –, arbeitete er eng mit Justizminister Christian Broda zusammen. In dieser Zeit war Sepp Rieder an der Strafrechtsreform beteiligt.
An der Paris-Lodron-Universität Salzburg war Rieder Lehrbeauftragter für Medienrecht und Berufsrecht der Journalisten am Publizistikinstitut.

### Privat
Sepp Rieder ist seit den 1960er-Jahren mit Anita Rieder verheiratet und Vater zweier erwachsener Kinder.

### Politische Funktionen
- 1983–1989 Abgeordneter zum Nationalrat und Justizsprecher der SPÖ (siehe Nationalratswahl in Österreich 1983 und 1986)
- Februar 1988–1991 Landesparteisekretär der Wiener Sozialdemokraten
- 15. Dezember 1989 bis 14. Dezember 2000 Amtsführender Stadtrat für Gesundheits- und Spitalswesen (siehe Landesregierung und Stadtsenat Zilk II, Zilk III und Häupl I)
- 7. November 1994 bis 27. November 1996 Vizebürgermeister von Wien (siehe Landesregierung und Stadtsenat Häupl I)
- 14. Dezember 2000–25. Jänner 2007 Amtsführender Stadtrat für Finanzen, Wirtschaftspolitik und Wiener Stadtwerke (siehe Landesregierung und Stadtsenat Häupl II, Häupl III und Häupl IV)
- 27. April 2001–25. Jänner 2007 abermals Vizebürgermeister von Wien (Häupl III und IV)
- 2000–23. März 2007 Präsident des Wiener Tourismusverbandes

2007 trat Sepp Rieder in den Ruhestand.
In seiner Amtszeit als Amtsführender Stadtrat für Gesundheits- und Spitalswesen wurde die Einrichtung des Wiener Krankenanstaltenverbunds abgeschlossen und die erste weisungsfreie und unabhängige Patientenanwaltschaft Österreichs geschaffen.

### Sonstige Funktionen
- 1990 bis 2002 Präsident des Bundes Sozialdemokratischer AkademikerInnen, Intellektueller und KünstlerInnen (BSA)
- seit 1993 Zweiter Präsident der Österreichisch-Israelischen Gesellschaft
- seit September 1999 Erster Präsident der Österreichisch-Israelischen Gesellschaft[3]

## Ehrungen
- Goldenes Ehrenzeichen für Verdienste um die Republik Österreich
- Großes Goldenes Ehrenzeichen für Verdienste um das Land Wien (2001)
- Große Viktor-Adler-Plakette
- Großoffizierskreuz Pro Merito Melitensi des Souveränen Malteserordens
- Großes Goldenes Ehrenzeichen des Bundesverbandes der Israelitischen Kultusgemeinden Österreichs
- Komturkreuz des Gregoriusordens
- Ehrenbürger der Stadt Wien (2007)
- Ehrensenator der Medizinischen Universität Wien (2007)
- Österreichische Ehrenkreuz für Wissenschaft und Kunst (2022)[4][5]

## Werke
- Das neue Mietrecht, Dr.-Karl-Renner-Institut (ca. 1982)
- Strafrecht und Gesellschaft, Verlag für Geschichte und Politik, 1988, ISBN 3-7028-0282-7
- Rudolf Hartmann und Sepp Rieder: Kommentar zum Mediengesetz, Manz
- Rudolf Hartmann und Sepp Rieder: Mediengesetz samt den einschlägigen Grundrechtsbestimmungen, dem Rundfunkgesetz, Journalistengesetz, den Richtlinien und der Geschäftsordnung des Österreichischen Presserates, den ORF-Programmrichtlinien u. a., Verlag der Österreichischen Staatsdruckerei
- Christoph Mayerhofer und Sepp Rieder: Nebenstrafrecht: MilStG, Verlag der Österreichischen Staatsdruckerei
- Christoph Mayerhofer und Sepp Rieder: Das österreichische Strafrecht, Verlag der österreichischen Staatsdruckerei
- Christoph Mayerhofer und Sepp Rieder: Strafgesetzbuch, Verlag der Österreichischen Staatsdruckerei
- Christoph Mayerhofer und Sepp Rieder: Strafprozessordnung §§ 1-270, Verlag der Österreichischen Staatsdruckerei
- Christoph Mayerhofer und Sepp Rieder: Strafprozessordnung §§ 271-506, Verlag der Österreichischen Staatsdruckerei
- Christoph Mayerhofer und Sepp Rieder: Verordnungen und Erlässe: zum materiellen und formellen Strafrecht, Verlag der Österreichischen Staatsdruckerei